# رابرت اوبراین (راننده مسابقه)
رابرت اوبراین (انگلیسی: Robert O'Brien؛ زادهٔ ۱۱ آوریل ۱۹۰۸ در لیندهورست، نیوجرسی، درگذشتهٔ ۱۰ فوریهٔ ۱۹۸۷ در هکنساک، نیوجرسی) رانندهٔ مسابقات اتومبیل‌رانی فرمول یک اهل ایالات متحده آمریکا بود که در فصل ۱۹۵۲ در مجموع در یک گراند پری شرکت کرد، اما موفق به کسب هیچ امتیازی نشد.
اوبراین در ۱۰ فوریهٔ ۱۹۸۷ در هکنساک، نیوجرسی درگذشت.